# Alianza Democrática Ucraniana para la Reforma
La Alianza Democrática Ucraniana para la Reforma (en ucraniano: Український демократичний альянс за реформи Віталія Кличка; con acrónimo UDAR (en ucraniano: УДАР), que se traduce como "golpe") es un partido político de Ucrania encabezado por el boxeador profesional ucraniano retirado y campeón mundial emérito de los pesos pesados del Consejo Mundial de Boxeo Vitali Klichkó. El partido es miembro observador del Partido Popular Europeo (PPE) desde 2013.
Legalmente el partido es el sucesor del Partido Político "Capital Europea" (ucraniano: Політична партія "Європейська столиця", ruso: Политическая партия "Европейская столица") que se registró en marzo de 2005. En su forma actual, el partido se fundó el 24 de abril de 2010 sobre la base del Bloque de Vitali Klichkó (ucraniano: Блок Віталія Кличка, ruso: Блок Виталия Кличко), una alianza política local en Kiev (la capital de Ucrania).
El partido obtuvo 40 escaños en la Rada Suprema en las elecciones parlamentarias de 2012.
En las elecciones parlamentarias de 2014, el 30% de las listas electorales del Bloque de Petro Poroshenko fue ocupado por miembros de UDAR (como no partidista) y el líder de UDAR, Klichkó, encabezó esa lista. El Bloque de Petro Poroshenko ganó las elecciones con 132 escaños y UDAR se fusionó oficialmente con el Bloque de Petro Poroshenko el 28 de agosto de 2015.
En mayo de 2019 Klichkó anunció que UDAR participaría de forma independiente en las elecciones parlamentarias ucranianas de 2019. En estas elecciones UDAR volvió a competir como partido independiente, pero solo en 15 circunscripciones uninominales y no consiguió ningún escaño.
En las elecciones locales de Kiev de 2020, la UDAR obtuvo 30 de los 120 escaños de la Rada de Kiev. En las mismas elecciones, Klichkó fue reelegido como alcalde de Kiev con el 50,52% de los votos.